# Thành Kiyosu
Thành Kiyosu (清洲城 (Thanh Châu thành) Kiyosu-jō) là một tòa thành nổi tiếng và là căn cứ đầu tiên của Oda Nobunaga ở nửa sau của Thời kỳ Chiến Quốc. Nó nằm ở thành phố Kiyosu, tỉnh Aichi, Nhật Bản.

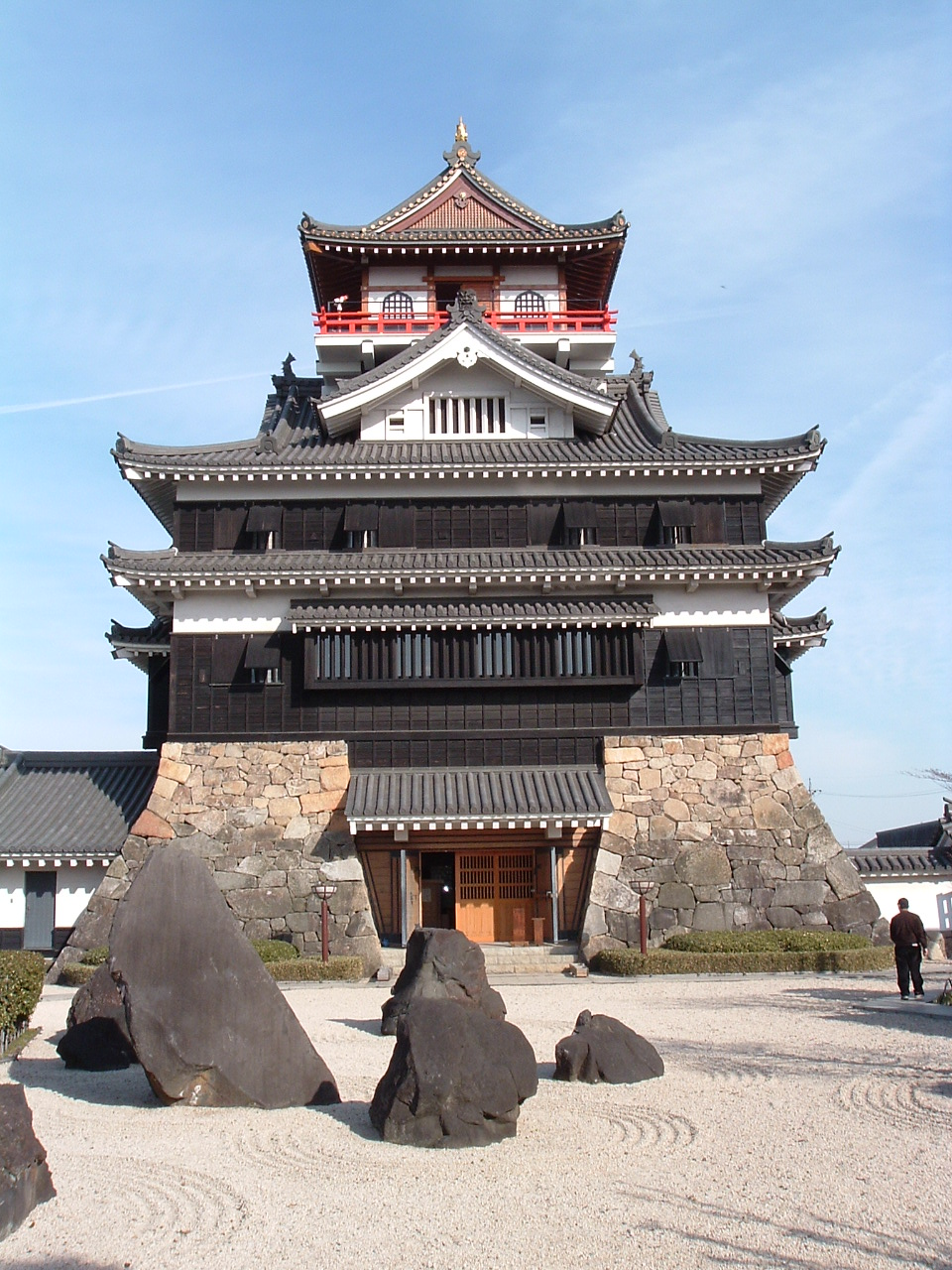
Thành Kiyosu

Thành Kiyosu được xây dựng trong khoảng từ năm 1394 đến năm 1427, đầu tiên thuộc về Shiba Yoshishige, người đứng đầu gia tộc Shiba. Shiba Yoshimune, một hậu duệ của Yoshishige, sau đó thừa kế quyền quản lý tòa thành trong thời Sengoku. Ông có quyền lực đối với toàn tỉnh Owari và luôn nhận được sự ủng hộ từ nhánh Kiyosu của gia tộc Oda. Oda Nobunaga đoạt quyền sở hữu tòa thành năm 1555. Kiyosu bị người đứng đầu gia tộc Oda ở tỉnh Owari (nhà Iwakura), Oda Nobutomo đoạt lấy sau khi giết hại Shiba Yoshimune do ông đã làm hé lộ kế hoạch ám sát Nobunaga của Yoshimune. Việc sử dụng Thành Kiyosu vẫn tiếp tục cho đến thế kỷ 18. Tokugawa Yoshinobu, một hậu duệ của Tokugawa Ieyasu, là người chủ sở hữu cuối cùng của tòa thành.